# Fijnwrattige papilroosroest
De fijnwrattige papilroosroest ook wel egelantierroest (Phragmidium tuberculatum) een schimmel behorend tot de familie Phragmidiaceae. Hij behoort tot de groep biotrofe parasieten dat betekent dat hij alleen kan leven op levende planten. Hij parasiteert op sommige rozencultivars en sommige rozen. Hij maakt in zijn levenscyclus gebruik van een waardplant en produceert vijf soorten sporen. Verschillende soorten en cultivars van rozen hebben verschillende resistentie tegen deze ziekte.

## Kenmerken
Spermogonia
De spermogonia zijn honingkleurig en groeien in groepen aan de bovenkant van het blad.
Aecia
De aecia zijn oranjegeel, onderzijdig, elk op een klein geel vlekje. Elk aecium is omrand met een cirkel van gekromde parafysen. De aeciosporen zijn wrattig. 
Uredia
Het uredium produceert uredosporen met een afmeting (22) 24 – 27 (28) × (17) 19 – 22 µm.
Telia
De telia groeien aan de onderkant van het blad en zijn zwart van kleur. Ze staan verspreid of in groepjes. De diameter is variabele en tot 1,5 mm. De teliosporen zijn hooguit 9-cellig en hebben een scherpe, duidelijke apiculus.

## Verspreiding
Phragmidium tuberculatum komt vooral voor in Europa, maar ook waarnemingen bekend uit Azië, Australië en Noord-Amerika (Alaska, Connecticut en Canada).

## Waardplanten
Hij is bekend van de volgende waardplanten:
- Rosa acicularis
- Rosa agrestis
- Rosa arvensis
- Rosa canina
- Rosa chinensis
- Rosa corymbifera
- Rosa dumalis
- Rosa gallica
- Rosa glauca
- Rosa majalis
- Rosa micrantha
- Rosa montana
- Rosa multiflora
- Rosa phoenicea
- Rosa pouzinii
- Rosa pulverulenta
- Rosa rubiginosa
- Rosa rugosa
- Rosa sempervirens
- Rosa spinosissima
- Rosa stylosa
- Rosa tomentosa
- Rosa villosa

## Vergelijkbare soorten
Phragmidium mucronatum en Phragmidium tuberculatum zijn moeilijk van elkaar te onderscheiden. Ze worden vaak verward met elkaar. Hierdoor moet informatie over het voorkomen van deze soorten met een zekere wantrouwen worden bekeken. Er is een redelijk vermoeden dat ze niet altijd correct zijn geïdentificeerd. P. tuberculatum teliosporen bestaan uit 4 tot 6, zelden 3 en 7 cellen en hebben een puntige top tot 18 µm lang. Beide soorten verschillen ook qua microscopische structuur van aeciosporen en urediniosporen, maar dit zijn niet altijd eenduidige kenmerken voor determinatie. Deze soorten kunnen eenvoudig uit elkaar worden gehaald via DNA-testen.